# Sojus TM-34
Sojus TM-34 ist die Missionsbezeichnung für den Flug eines russischen Sojus-Raumschiffs zur Internationalen Raumstation (ISS). Es war der vierte Besuch eines Sojus-Raumschiffs bei der ISS und der 110. Flug im Sojusprogramm.

## Besatzung

### Startbesatzung
- Juri Pawlowitsch Gidsenko (3. Raumflug), Kommandant ( Russland)
- Roberto Vittori (1. Raumflug), Bordingenieur ( ESA/ Italien)
- Mark Shuttleworth (1. Raumflug),  Weltraumtourist ( Südafrika)

### Ersatzmannschaft
- Gennadi Iwanowitsch Padalka, Kommandant
- Oleg Dmitrijewitsch Kononenko, Bordingenieur

### Rückkehrbesatzung
- Sergei Wiktorowitsch Saljotin (2. Raumflug), Kommandant ( Russland)
- Frank De Winne (1. Raumflug), Bordingenieur ( ESA/ Belgien)
- Juri Walentinowitsch Lontschakow (2. Raumflug), Bordingenieur ( Russland)

## Missionsüberblick
Dies war der 17. Besuch eines Raumschiffes an der Internationalen Raumstation. Die Bezeichnung des Fluges lautet ISS-4S.
Die hier angegebenen Parameter stellen die veröffentlichten Daten unmittelbar nach Abschluss der Startphase dar. Im Zusammenhang mit Kopplungsmanövern kommt es laufend zu Bahnänderungen. Abweichungen zu Angaben verschiedener Quellen sind daher möglich.